# Carugate
Carugate település Olaszországban, Lombardia régióban, Milánó megyében. Lakosainak száma 15 726 fő (2023. január 1.). Carugate Agrate Brianza, Brugherio, Bussero, Caponago, Cernusco sul Naviglio és Pessano con Bornago községekkel határos.

## Népesség
A település népességének változása:
| Lakosok száma | 14 836 | 15 267 | 15 482 | 15 726 |
|               | 2013   | 2017   | 2018   | 2023   |